# 諾斯菲爾德 (印地安納州)
諾斯菲爾德（英語：Northfield）是位於美國印地安納州布恩縣的一個非建制地區。該地的面積和人口皆未知。

## 地理
諾斯菲爾德的座標為40°01′51″N 86°16′49″W / 40.03083°N 86.28028°W，而該地的平均海拔高度為275米（即902英尺）。